# 1899 en philosophie
Chronologie de la philosophie
- 1895
- 1896
- 1897
- 1898
- 1899
- 1900
- 1901
- 1902
- 1903

L’année 1899 a été marquée, en philosophie, par les événements suivants :

## Publications
- Sigmund Freud, L'Interprétation du rêve (1899)
- Thorstein Veblen, Théorie de la classe de loisir (1899)
- Heinrich Rickert, Kulturwissenschaft und Naturwissenschaft (1899)

### Littérature philosophique
- Joseph Conrad, Au cœur des ténèbres (1899)

## Naissances
- 4 janvier : Alfred Sohn-Rethel (Allemagne, -1990)
- 3 mars : Jacob Klein (Allemagne-USA, -1978)
- 15 mars : Ernst Simon (Allemagne, -1988)
- 16 mars : Franz Josef Brecht (de) (Allemagne, -1982)
- 20 mars : Gunther Ipsen (de) (Autriche, -1984)
- 21 mars : Antonio Corsano (it) (Italie, 1989)
- 23 mars : Boris Aleksandrovitsj Tschagin (de) (Russie, -1987)
- 13 avril : Alfred Schütz (Autriche-USA, -1959)
- 8 mai : Friedrich Hayek (Autriche, -1992)
- 28 août : Yehuda Chitrik (en) (Russie-USA, -2006) (Mashgia'h Rou'hani)
- 20 septembre : Leo Strauss (Allemagne, -1973)
- 3 octobre : Louis Hjelmslev (Danemark, -1965)
- 18 décembre : Peter Wessel Zapffe (Norvège, -1990)
- 23 décembre : Aldo Capitini (Italie, -1968)

## Décès
- 1er mai : Ludwig Büchner, philosophe et naturaliste allemand, né en 1824.
- 11 juillet : Ernesto Dalgas (da) (Danemark, 1871-)
- 4 août : Carl du Prel (Allemagne, 1839-)
- 4 octobre : Paul Janet (France, 1823-)
- 12 octobre : Oscar Baumann (Autriche, 1864-)
- ? : Eduard Bruna (de) (Bohême-Tchéquie, 1822-)

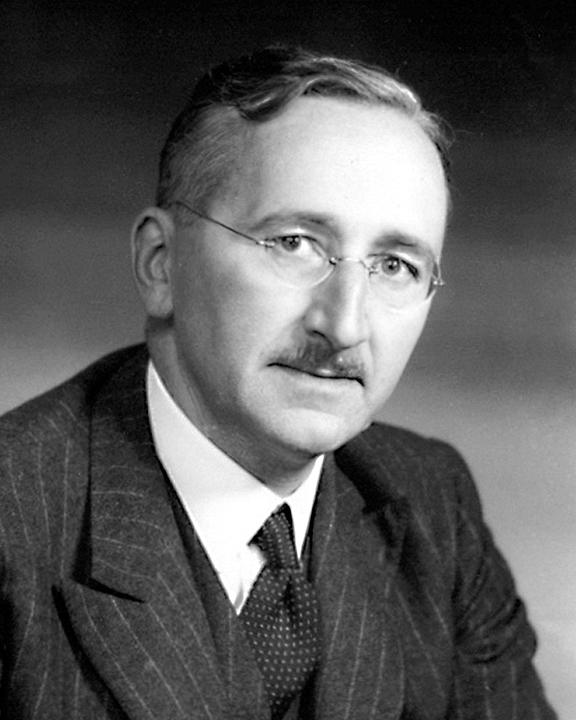
Friedrich Hayek 1899-1992
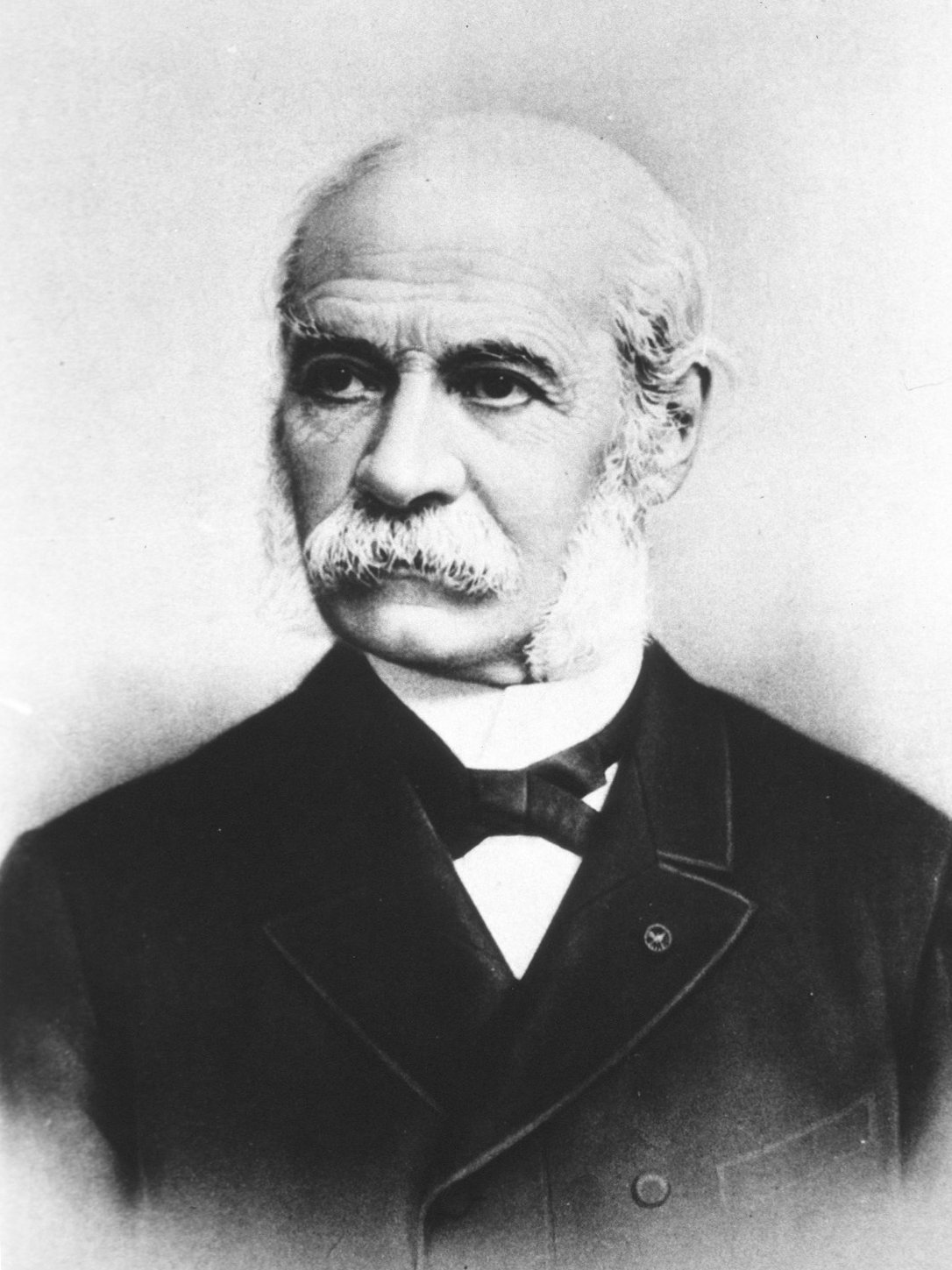
Paul Janet 1823-1899